# Gekko flavimaritus
Gekko flavimaritus — вид ящірок родини геконових (Gekkonidae). Описаний у 2019 році.

## Поширення
Ендемік Таїланду. Трапляється у карстових районах в провінції Пхітсанулок на півночі країни

## Опис
Самці завдовжки 7,6-8,5 см, самиці — 6,7-7,8 см. Забарвлення самиць сіро-коричневе з темно-коричневими цятками. У самців тулуб жовтого кольору, а голова, хвіст і лапи сірі. Також вздовж хребта на жовтій спині є ряд сірих плям.